# Sant Victor (Ardecha)
Sant Victor (en francès Saint-Victor) és un municipi francès situat al departament de l'Ardecha i a la regió d'Alvèrnia-Roine-Alps. L'any 2007 tenia 929 habitants.

## Demografia

### Població
El 2007 la població de fet de Saint-Victor era de 929 persones. Hi havia 368 famílies de les quals 100 eren unipersonals (68 homes vivint sols i 32 dones vivint soles), 124 parelles sense fills, 124 parelles amb fills i 20 famílies monoparentals amb fills.
La població ha evolucionat segons el següent gràfic:
Habitants censats

### Habitatges
El 2007 hi havia 547 habitatges, 376 eren l'habitatge principal de la família, 141 eren segones residències i 30 estaven desocupats. 511 eren cases i 33 eren apartaments. Dels 376 habitatges principals, 284 estaven ocupats pels seus propietaris, 71 estaven llogats i ocupats pels llogaters i 21 estaven cedits a títol gratuït; 6 tenien una cambra, 27 en tenien dues, 57 en tenien tres, 100 en tenien quatre i 186 en tenien cinc o més. 153 habitatges disposaven pel capbaix d'una plaça de pàrquing. A 138 habitatges hi havia un automòbil i a 194 n'hi havia dos o més.

### Piràmide de població
La piràmide de població per edats i sexe el 2009 era:
| Homes | Edats   | Dones |
| ----- | ------- | ----- |
| 0     | 95 o +  | 0     |
| 0     | 90 a 94 | 0     |
| 0     | 85 a 89 | 8     |
| 4     | 80 a 84 | 4     |
| 20    | 75 a 79 | 24    |
| 12    | 70 a 74 | 24    |
| 24    | 65 a 69 | 24    |
| 28    | 60 a 64 | 12    |
| 24    | 55 a 59 | 16    |
| 32    | 50 a 54 | 20    |
| 28    | 45 a 49 | 32    |
| 48    | 40 a 44 | 48    |
| 20    | 35 a 39 | 20    |
| 24    | 30 a 34 | 24    |
| 56    | 25 a 29 | 8     |
| 20    | 20 a 24 | 40    |
| 32    | 15 a 19 | 32    |
| 44    | 10 a 14 | 20    |
| 20    | 5 a 9   | 28    |
| 20    | 0 a 4   | 12    |

## Economia
El 2007 la població en edat de treballar era de 613 persones, 428 eren actives i 185 eren inactives. De les 428 persones actives 383 estaven ocupades (227 homes i 156 dones) i 45 estaven aturades (22 homes i 23 dones). De les 185 persones inactives 75 estaven jubilades, 43 estaven estudiant i 67 estaven classificades com a «altres inactius».

### Ingressos
El 2009 a Saint-Victor hi havia 388 unitats fiscals que integraven 964 persones, la mediana anual d'ingressos fiscals per persona era de 15.079 €.

### Activitats econòmiques
Dels 39 establiments que hi havia el 2007, 1 era d'una empresa alimentària, 4 d'empreses de fabricació d'altres productes industrials, 10 d'empreses de construcció, 9 d'empreses de comerç i reparació d'automòbils, 1 d'una empresa de transport, 5 d'empreses d'hostatgeria i restauració, 1 d'una empresa immobiliària, 4 d'empreses de serveis, 1 d'una entitat de l'administració pública i 3 d'empreses classificades com a «altres activitats de serveis».
Dels 12 establiments de servei als particulars que hi havia el 2009, 1 era una oficina de correu, 1 taller de reparació d'automòbils i de material agrícola, 2 guixaires pintors, 3 fusteries, 2 electricistes, 1 perruqueria i 2 restaurants.
Dels 6 establiments comercials que hi havia el 2009, 1 era una botiga de menys de 120 m², 1 una fleca, 3 carnisseries i 1 una floristeria.
L'any 2000 a Saint-Victor hi havia 72 explotacions agrícoles que ocupaven un total de 1.073 hectàrees.

## Equipaments sanitaris i escolars
El 2009 hi havia una escola elemental.

## Poblacions més properes
El següent diagrama mostra les poblacions més properes.